# Daniele Moretti (hockeista su ghiaccio)
Daniele Moretti (Alleghe, 23 gennaio 1977) è un ex hockeista su ghiaccio italiano, di ruolo portiere.

## Carriera
Alto 175 cm per 71 kg di peso, ha giocato tutta la sua carriera, iniziata con la stagione 1992-93 e terminata nel stagione 2008-09, con l'Alleghe HC, dove ha sempre ricoperto il ruolo di backup.

## Palmarès

### Club
- Alpenliga: 1

Alleghe: 1992-1993